# Кічкі-Другі
Кічкі-Другі (пол. Kiczki Drugie) — село в Польщі, у гміні Цеґлув Мінського повіту Мазовецького воєводства.
Населення — 285 осіб (2011).
У 1975-1998 роках село належало до Седлецького воєводства.

## Демографія
Демографічна структура станом на 31 березня 2011 року:
|          | Загалом | Допрацездатний вік | Працездатний вік | Постпрацездатний вік |
| -------- | ------- | ------------------ | ---------------- | -------------------- |
| Чоловіки | 132     | 17                 | 92               | 23                   |
| Жінки    | 153     | 27                 | 80               | 46                   |
| Разом    | 285     | 44                 | 172              | 69                   |